# Jocs esportius
Sota el nom genèric de jocs esportius s'entén aquelles competicions esportives, aplegades en un mateix període i en un mateix lloc on es competeix en gran nombre d'esports.

## Història
És raonablement cert pensar que les primeres competicions esportives organitzades a la història tingueren lloc a l'antiga Grècia, sobre el 1500 aC L'any 776 aC es començaren a disputar els Jocs Olímpics de l'antigor a Olímpia, els més importants de l'antiguitat. També, però, s'organitzaren altres manifestacions esportives com els Jocs Pitis a Delfos, els Jocs Nemeus a Nemea i els Jocs Ístmics a Corint. Més tard, jocs similars es disputaren a prop de 150 ciutats de l'Imperi Romà com ara Roma, Nàpols, Odessus, Antioquia i Alexandria. Els jocs olímpics, que es disputaven cada 4 anys, foren suprimits per l'emperador romà Teodosi I el 393 dC
El 1887, el baró Pierre de Coubertin va concebre la idea de celebrar de nou els Jocs Olímpics. Amb el seu impuls, els primers jocs esportius moderns es disputaren a Atenes el 1896. Aquest tipus de competició multi-esportiva tingué un gran èxit i ben aviat es començaren a disputar competicions similars.
Els primers jocs organitzats que van incloure esports d'hivern foren els Jocs Nòrdics, disputats entre les nacions escandinaves el 1901. Aquesta competició es mantingué fins a l'any 1926, tot just creats els Jocs Olímpics d'Hivern del 1924. A partir dels anys vint, molts tipus de jocs esportius foren creats, sovint per a determinats grups d'atletes en lloc de la universalitat que representaven els Jocs Olímpics. Els soviètics organitzaren l'espartaquíada el 1920, una versió comunista alternativa als olímpics, i el 1923 es disputarà la University Olympia a Itàlia, precursora de l'actual Universiada.
Des d'aleshores i fins a l'actualitat s'han creat moltes competicions d'aquest tipus, bé de tipus regional, com els Jocs Asiàtics o els Jocs Panamericans, bé per a determinats grups de gent com els Jocs Mundials de Policies i Bombers o els Jocs de Gais i Lesbianes, entre d'altres.
Els Jocs Olímpics, segueixen essent, malgrat tot, la més important manifestació esportiva arreu del món, malgrat que la resta de jocs esportius creats tenen la seva rellevància dins dels seu àmbit d'actuació.
Una possible classificació dels més importants jocs esportius és la següent:

## Jocs esportius de l'antiguitat
- Jocs Olímpics de l'antigor, a Olímpia.
- Jocs Pitis, a Delfos.
- Jocs Nemeus, a Nemea
- Jocs Ístmics, a Corint.
- Jocs Panatenaics, a Atenes.
- Jocs Romans, a Roma.
- Jocs de Cotswold, a Anglaterra.

## Jocs regionals o continentals
- Jocs Olímpics, des de 1896, per a països de tot el món.
- Jocs Europeus, des de 2015, per a països europeus.
  - Jocs del Mediterrani, des de 1951, per a països banyats pel Mediterrani.
  - Jocs dels Petits Estats d'Europa, des de 1985, per als vuit estats més petits d'Europa.
  - Jocs del Mar Bàltic, de 1993 a 1997, per a països del Mar Bàltic.
  - Jocs del Mar Negre, el 2007, per a països del Mar Negre.
- Jocs Panamericans, des de 1951, per a països americans.
  - Jocs Sud-americans, des de 1978, per a països sud-americans.
  - Jocs Centre-americans i del Carib, des de 1926, per a països centre-americans i del Carib.
  - Jocs Esportius Centre-americans, des de 1973, per a països centre-americans, excepte Mèxic.
  - Jocs Bolivarians, des de 1938, per a països alliberats per Simón Bolívar.
- Jocs Panafricans, des de 1965, per a països africans.
- Jocs Asiàtics, des de 1951, per a països asiàtics.
  - Jocs del Sud-est Asiàtic, des de 1959, per a països del sud-est asiàtic.
  - Jocs del Sud Asiàtic, des de 1984, per a països del sud asiàtic.
  - Jocs de l'Est Asiàtic, des de 1993, per a països de l'est asiàtic.
  - Jocs de l'Oest Asiàtic, des de 1997, per a països del centre asiàtic.
  - Jocs de l'Àsia Central, des de 1995, per a països de l'oest asiàtic.
  - Jocs de l'Extrem Orient, de 1913 a 1938, per a països de l'est asiàtic.
- Jocs del Pacífic Sud, des de 1963, per a països del Pacífic sud.
- Jocs Afro-asiàtics, el 2003, per a països d'Àfrica i Àsia.
- Jocs Insulars, des de 1985, per a illes i d'altres petits territoris membres del International Island Games Association.
- Jocs de les Illes, el 1997, per les illes membres del Comité d'Organisation des Jeux des Iles (COJI).

## Jocs de nacions amb determinats vincles afectius
- Jocs de la Commonwealth, des de 1930, per a membres de la Comunitat Britànica de Nacions, normalment països anglòfons.
- Jocs Àrabs, des de 1953, per a països àrabs.
- Jocs Macabeus, des de 1932, per a esportistes jueus d'arreu del món.
- Jocs de la francofonia, des de 1989, per a països fracòfons.
- Jocs de la lusofonia, des de 2006, per a països lusòfons.
- Jocs de la Solidaritat Islàmica, des de 2005, per a nacions de l'Organització de la Cooperació Islàmica.
- Espartaquiada, des de 1928, per als països comunistes.
- Jocs d'Hivern de l'Àrtic, des de 1970, per a regions del Cercle Polar Àrtic.

## Jocs per a diverses comunitats de persones
- Jocs Universitaris, des de 1922, per a esportistes universitaris.
- Jocs Olímpics de la Joventut, des de 2010, per a joves d'entre 14 i 18 anys.
- Jocs Paralímpics, des de 1960, per a esportistes amb discapacitat física.
- Jocs Special Olympics, des de 1968, per a esportistes amb discapacitat psíquica.
- Deaflympics, des de 1924, per a esportistes sords.
- Arafura Games, des de 1991, per a persones amb discapacitat, es celebren a Austràlia.
- Jocs Mundials de Policies i Bombers, des de 1985, per a membres de cossos de seguretat.
- Jocs Mundials Militars, des de 1995, per a militars.
- Jocs de Gais i Lesbianes, des de 1982, per a membres de la comunitat de gais i lesbianes.
- World OutGames, des de 2006, per a membres de la comunitat homosexual, però oberts a participants d'altres orientacions sexuals.
- World Masters Games, des de 1985, per a esportistes madurs.
- Gimnasiada, des de 1974, Jocs Esportius Escolars.
- Olimpíades Obreres, des de 1925 a 1937, per al món obrer.

## Altres Jocs esportius
- Jocs Mundials, des de 1981, per a esports, majoritàriament, no olímpics.
- Olimpíada Popular, l'any 1936, sorgits com alternativa als Jocs de Berlín del mateix any.
- Jocs de l'Amistat, l'any 1984, sorgits com alternativa als Jocs de Los Angeles del mateix any.
- Jocs de la Bona Voluntat, des de 1986 a 2005, sorgits en contraposició als boicots soferts pels Jocs Olímpics als anys vuitanta.
- X Games, des de 1995, per a esports extrems.